# Teatro Stênio Garcia
O Teatro Stênio Garcia, antigo Cine Teatro São José, é uma casa para espetáculos teatrais e cinematográficos brasileira em Mimoso do Sul, no Espírito Santo.
Localizado no centro do município, foi inaugurado em 1952 com o nome de Cine Teatro São José. No final da década de 1990, o edifício passou por uma grande reforma e, posteriormente, foi reinaugurado como o nome de Teatro Stênio Garcia — uma homenagem ao ator Stênio Garcia, que é natural de Mimoso do Sul.
Pertencente à prefeitura da cidade sul capixaba, a casa de diversões oferece atrações gratuitas como exibição de filmes.